# 三叶香草
三叶香草（学名：Lysimachia insignis）为报春花科珍珠菜属的植物。分布在越南北部以及中国大陆的云南、广西、贵州等地，生长于海拔300米至1,600米的地区，常生长在山谷溪边林下，目前尚未由人工引种栽培。

## 别名
三块瓦、三支叶（广西）